# Günter Weitling

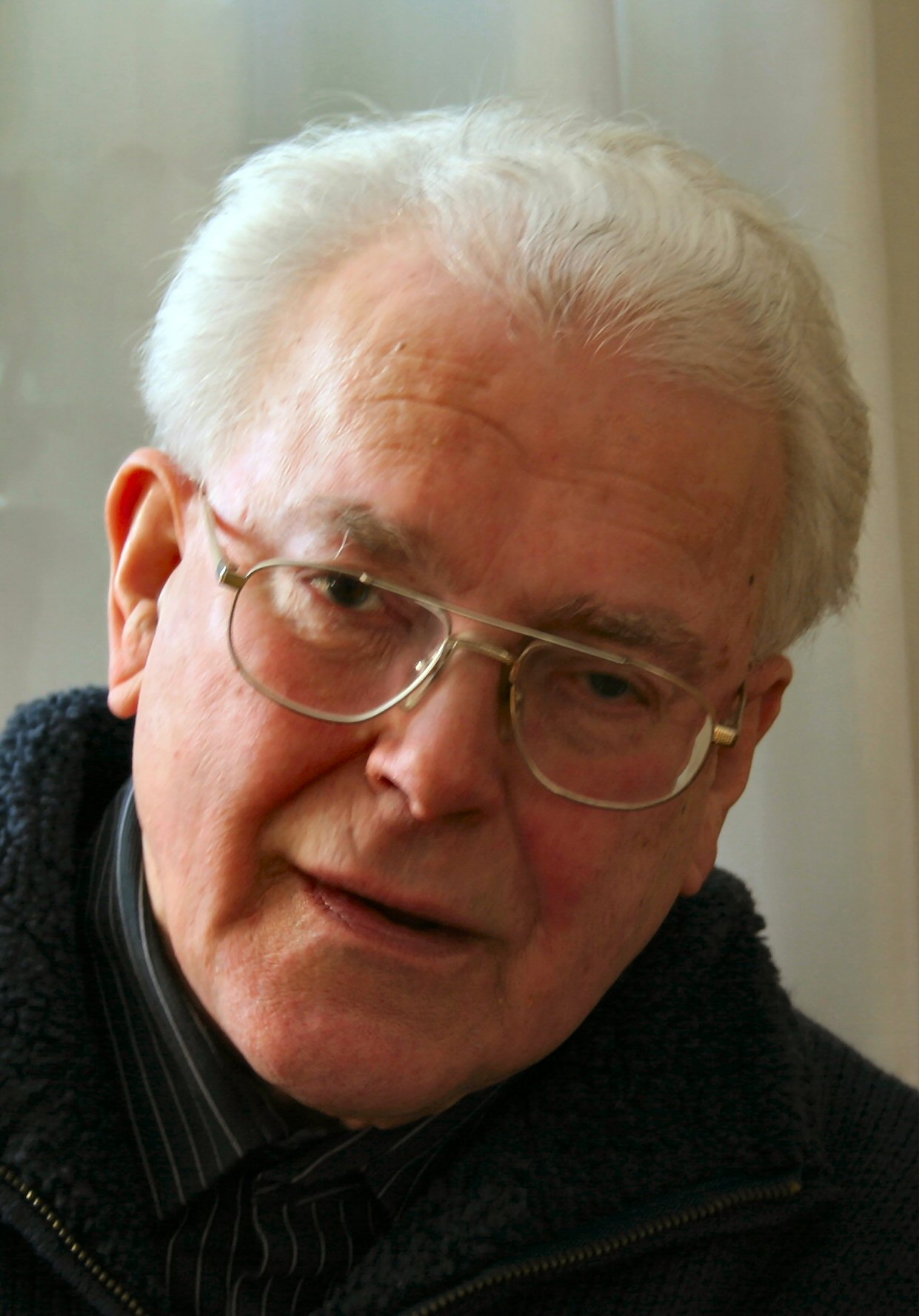
Günter Weitling (2009)

Günter Weitling (* 1935 in Haderslev, Nordschleswig, Dänemark; † 2024) war ein evangelisch-lutherischer Theologe, Kirchenhistoriker und Autor.

## Leben und Werk
Nach seinem altsprachlichen Abitur 1955 an der Kathedralschule Haderslev studierte er Theologie und Orientalistik in Bethel/Bielefeld, Mainz, Kiel und Kopenhagen. Es folgten ein Studium der Pädagogik in Breklum und der Aufenthalt am Predigerseminar in Preetz. Von 1962 bis 1963 war er Pastor in Jörl (Kreis Schleswig-Flensburg), 1963 bis 1965 Sønderborg (Nordschleswig), 1965 bis 1970 an der Højdevangskirke in Kopenhagen. Zur gleichen Zeit absolvierte er ein Referendariat am Gymnasium von Tårnby mit den Fächern Religion, Geschichte und Altertumskunde. 1970 promovierte er an der Universität Kiel zum Dr. theol. Von 1970 bis 1987 arbeitete er als Oberstudienrat am dänischen Gymnasium in Sønderborg. 1987 bis zu seiner Emeritierung 2000 war er wieder Pastor der Dänischen Volkskirche für den deutschen Bevölkerungsteil der Gemeinde in Sønderborg. Zugleich arbeitete er als Lehrbeauftragter am Institut für Kirchengeschichte und kirchliche Archäologie der Universität Kiel. Nebenberuflich war Weitling Gründer und von 1986 bis 2003 wissenschaftlicher Leiter des Deutschen Museums Nordschleswig in Sønderborg.
Günther Weitling hat seit 1971 eine große Anzahl von Büchern und Abhandlungen verfasst und herausgegeben. Sie befassen sich schwerpunktmäßig mit der Kirchengeschichte und Missionsgeschichte Schleswigs sowie der Geschichte der Deutschen Minderheit in Nordschleswig.
Günter Weitling wohnte in Padborg (Dänemark). 

### Auszeichnungen
- Bundesverdienstkreuz 1. Klasse
- Schleswig-Holstein-Medaille (2002)

## Publikationen (Auszug)
- Die historischen Voraussetzungen des „Kirchlichen Vereins für Indre Mission in Nordschleswig“ und dessen Verbindung zur reichsdänischen Indre Mission bis zur Jahrhundertwende (= Schriftenreihe I des Vereins für Schleswig-holsteinische Kirchengeschichte SHKG, Band 23). Flensburg 1971.
- Die Heimdeutschen – Ursprung, Geschichte und Wesen. Hrsg. vom Bund Deutscher Nordschleswiger und Deutschen Museum Nordschleswig. Apenrade und Sonderburg 1990, ISBN 87-983617-0-8.
- Die Geschichte der Kirche in Ost-Jeypore 1924-1964. Beziehungen der Breklumer Mission zu Nordschleswig und Dänemark (= Schriftenreihe des Nordelbischen Missionszentrums, Mission – Ökumene – Weltverantwortung, Band 2). Hamburg 1998.
- Fra Ansgar til Kaftan, Sydslesvig i dansk kirkehistorie 800–1920. Studieafdelingen ved Dansk Centralbibliotek for Sydslesvig, Nr. 51, Flensburg 2005.
- Deutsches Kirchenleben in Nordschleswig seit der Volksabstimmung 1920. Bund Deutscher Nordschleswiger und Archiv/Historische Forschungsstelle der deutschen Volksgruppe in Nordschleswig. 2007.